# Phrazes For the Young
Phrazes for the Young er debut solo albummet af den amerikanske sangskriver Julian Casablancas som blev udgivet den 2. november 2009. Casablancas, som er mest kendt for sin rolle som forsanger for det amerikanske rockband The Strokes, indspillede albummet i New York, Los Angeles og Nebraska. 

## Track Listing
- Out of the Blue
- Left & Right in the Dark
- 11th Dimension
- 4 Chords of the Apocalypse
- Ludlow St.
- River of Brakelights
- Glass
- Tourist
- Old Hollywood (iTunes bonus track)
- 30 Minute Boyfriend (iTunes bonus track)
- I Wish It Was Christmas Today (iTunes bonus track)